# Supervizija
Izraz supervizija  se uporablja za opis metode dela, katere cilj je razbremenitev strokovnjakov, tako da lahko konstruktivno preživijo stresne situacije in ohranijo zmožnosti za učenje. Strokovnjaku pomagala ohraniti in razvijati profesionalnost in osebnostne potenciale. Cilj supervizije je omogočiti strokovnjaku učenje, mu pomagati, da pride do svojih lastnih rešitev v zvezi s problemi, ki se mu porajajo pri delu in mu omogočiti najučinkovitejše soočanje s stresnimi situacijami, pomaga pa tudi pri integraciji praktičnih izkušenj, poglabljanju in širjenju znanja in povezovanju strokovnjakov. Predmet supervizije je izkušnja, ki je povezana s poklicno dejavnostjo, osebna problematika pa je obravnavana le toliko, kolikor se neposredno povezuje z obravnavano poklicno izkušnjo.
Glede na število udeležencev poznamo individualno, diadno, triadno, skupinsko in timsko supervizijo.
Navadno so supervizijska srečanja strukturirana, sestavljena iz naslednjih šestih elementov: osvetlitev trenutne situacije in počutja supervizantov, dogovor o vsebini srečanja, razprava o poročilih in refleksijah s prejšnjega srečanja s strukturirano analizo supervizorja, predstavitev in obravnava konkretnega supervizijskega vprašanja, refleksija in dogovor o naslednjem srečanju. Gre za sistematičen in kontinuiran proces, ki traja določeno obdobje in je ustrezno dokumentiran. Temelj učinkovitega supervizijskega odnosa sta medsebojno zaupanje in spoštovanje posameznikovega značaja in izkušenj.

## Teoretična izhodišča in modeli supervizije
Teoretična izhodišča supervizije niso enotna; vpliv nanjo so imele kognitivne in humanistične smeri v psihologiji, razvoj socialnega dela in posamezne terapevtske šole. Tako obstaja več modelov supervizije za različna strokovna področja dela, sektorje in potrebe. V literaturi so predstavljeni modeli, ki se nanašajo na organizacijo k uporabniku usmerjenega supervizijskega procesa, katere metode in tehnike uporabiti in kako voditi posamezno supervizijsko srečanje. Model metode je le sredstvo za nudenje pomoči, da proces poteka sistematično, v praksi pa supervizor, da lahko izvaja supervizijo, izdela svoj model izvajanja supervizije, za katerega mora pridobiti licenco s strani pristojne institucije. Supervizorji navadno za svoj model supervizije uporabijo dokumentirane refleksije izkušenj večletnega dela z ljudmi, strokovno usposobljenost in dokazila o doseganju kompetenc za supervizijsko delo, poznavanja teorij, metod in tehnik. Supervizijski model, ki ga pregleda pristojna institucija, supervizor nato lahko uporabi, v povezavi s konkretnimi potrebami pri uporabniku, supervizantu.

## Vloga in funkcija supervizije
Supervizija ima tri funkcije.
- Edukativna funkcija se nanaša predvsem v razvoj poklicnih spretnosti, znanj in sposobnosti superviziranega, in sicer s pomočjo osvetljevanja in proučevanja njegovega dela s klienti. Pri tem supervizor pomaga delavcu bolje razumeti klienta in odnos z njim.
- Podporna funkcija je osredotočena na pomoč pri soočanju in premagovanju stresa, ki izvira iz poklica in ima pomembno vlogo pri preprečevanju pojava izgorevanja.
- Menedžerska funkcija supervizije pa zagotavlja kontrolo kvalitete in standardov pri delu z ljudmi. Za supervizorja je pomembno, da je sposoben kombinirati in integrirati vse tri funkcije.

## Razvijanje podpornega odnosa
Supervizor mora uspešno obvladati številne spretnosti kot so komunikacijske spretnosti (vzbpodbujanje medosebnih odnosov, aktivno poslušanje, razumevanje govorice telesa ipd.), asertivne spretnosti (dajanje in sprejemanje konstruktivne kritike, ustrezno izražanje čustev ipd.) ter kooperativne spretnosti (vzpostavljanje tima, reševanje konfliktov, vodenje skupine ipd.). Pomembno je tudi, da uspešno zbira informacije ter intervencije, oblikuje zaključke, postavlja cilje ipd.
Pri superviziji je vzpostavitev podpornega odnosa osnova za učinkovito delo. Trije osnovni pogoji za razvijanje podpornega odnosa v superviziji so pristnost, brezpogojno pozitivno sprejemanje varovanca in empatija (Rogers,1941, v: Ščavničar, 2003). Sposobnost vzpostavljanja empatičnega odnosa je najpomembnejša sposobnost osebe, ki pomaga in od katere je odvisna učinkovitost odnosa pomoči. Carckhuff (1969, v: Ščavničar, 2003) opisuje dve fazi v empatičnem odnosu. V prvi fazi supervizor reflektira pomen besed, ki jih je varovanec izrekel. Za drugo fazo pa je značilna refleksija občutkov, ki so vključeni v varovančevo vedenje in jih le ta izraža nebesedno.

## Usposabljanje
V Sloveniji se je metoda supervizije začela uporabljati v drugi polovici 70. let, pri vključevanju supervizije v sistem socialnega varstva je pomemben korak napravil zakon o socialnem varstvu. Tako na Slovenskem kot tudi drugod po svetu do nedavnega za supervizorja ni bilo določenih zahtev ali pogojev, ki bi jih moral izpolnjevati. Vse bolj je očitna težnja, da potrebuje supervizor določeno posebno usposabljanje. V svetu so se v tem obdobju razvili številni programi podiplomskega izobraževanja in usposabljanja za supervizorje. Fakulteta za socialno delo je skupaj s Socialno zbornico Slovenije izpeljala dvoletno usposabljanje, še posebej specializirano za potrebe supervizije na področju socialnega varstva, v program pa so se lahko vključili strokovni delavci z večletnimi izkušnjami dela z ljudmi. Na Pedagoški fakulteti v Ljubljani so oblikovali specialistični program "Supervizija", v katerega se, tako kot pri programu usposabljanja, lahko vključijo strokovnjaki z visoko izobrazbo iz različnih družboslovnih smeri, ki že imajo večletne delovne izkušnje na svojem področju dela z ljudmi in vodenja skupin ter so tudi sami že bili vključeni v supervizijski proces kot supervizanti. V okviru specialističnega študija si kandidat pridobi osnovna teoretična znanja ter praktične izkušnje s področja supervizije. Obstajajo pa še drugi programi izpopolnjevanja supervizorjev, ki jih pripravijo organizacije za izobraževanje odraslih.